# بندقية Steyr SS 69
| النوع        | بندقية قناص |
| البلد المنشأ | النمسا      |
| تاريخ        | 1969-الأن   |

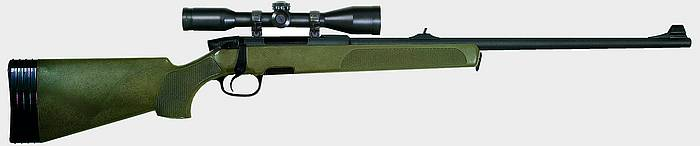

بندقية قنص 69 هو بندقية قناص العمل الترباس التي تنتجها Steyr Mannlicher بمثابة بندقية قنص القياسية للجيش النمساوي.
اعتمد في عام 1969 (ومن هنا التسمية) ، كان قبل وقته مع استخدام المواد التركيبية والبراميل المطرقة الباردة المطرقة من أجل المتانة. وبصرف النظر عن كونها بندقية قنص القضية القياسية الجيش النمساوي كما أنها تستخدم من قبل العديد من منظمات إنفاذ القانون. إنها دقيقة للغاية وقد تم الفوز بالعديد من المسابقات الدولية باستخدام SSG-69 مع دقة كونها دون 0.5 MOA.
هناك العديد من الأشكال المتنوعة مع اختلافات تجميلية في الغالب ، الشذوذ الوحيد هو SSG-PIV باستخدام برميل 409 ملم مع 1: 250 ملم (1:10 بوصة) تويست مصممة للتعامل مع الذخيرة دون سرعة الصوت الثقيلة بالاشتراك مع القامع.

## الصور
نموذج البندقية
 ملحقات البندقية
 نمذج اخر للبندقية